# ميركان آيدين
ميركان آيدين (8 يوليو 1987 في هاتينغن في ألمانيا – )؛ هو لاعب كرة قدم ألماني من أصل كردي يلعب كمهاجم يلعب حالياً في ألتينوردو .

## وصلات خارجية
- ميركان آيدين على موقع الاتحاد الأوربي (الإنجليزية)
- ميركان آيدين على موقع اتحاد تركيا (لاعب) (الإنجليزية)
- ميركان آيدين على موقع قاعدة بيانات كرة القدم.إي يو (الإنجليزية)
- ميركان آيدين على موقع بيانات كرة القدم. دي إي (الألمانية)
- ميركان آيدين على موقع Soccerway.com (الإنجليزية)
- ميركان آيدين على موقع عالم كرة القدم.نت (الإنجليزية)

- ميركان آيدين